# 1892

## Събития
- Рудолф Дизел патентова дизеловия двигател.
- В Пловдив е създадена първата фабрика за ел. крушки.

## Родени
- Александрос Сволос, гръцки политик и учен
- Алфред Хейдок, руски писател
- Пелжидийн Генден, монголски политик
- 3 януари – Джон Роналд Руел Толкин, британски писател и филолог
- 15 януари – Уилям Бюдайн, американски режисьор
- 22 януари – Марсел Дасо, френски авиоконструктор
- 1 февруари – Гаврил Генов, български политик
- 21 февруари – Хари Стек Съливан, американски психиатър
- 24 февруари – Владимир Стойчев, Български военен и спортен деятел
- 16 март – Сесар Вайехо, перуански поет
- 22 март – Йоханес Фриснер, немски генерал-полковник
- 30 март – Стефан Банах, полски математик
- 17 април – Константин Гълъбов, български учен
- 2 май – Манфред фон Рихтхофен, немски авиатор
- 27 януари – Фердинанд Козовски, български политически и военен деец
- 3 май – Анастас Дудулов, български скулптор
- 7 май – Йосип Броз Тито, хърватски политик
- 29 май – Алфонсина Сторни, аржентинска поетеса
- 21 юни – Райнхолд Нибур, американски теолог
- 26 юни – Пърл Бък, американска писателка
- 8 юли – Николай Поликарпов, съветски изобретател
- 15 юли:
  - Валтер Бенямин, немски философ, литературовед, есеист
  - Янко Анастасов, български художник
- 18 юли – Херман Рекнагел, немски генерал от пехотата
- 22 юли – Артур Зайс-Инкварт, австрийски политик
- 29 юли:
  - Петър Романовски, руски шахматист
  - Уилям Пауъл, американски актьор († 1984 г.)
- 29 август – Александър Койре, френски философ
- 30 август – Любомир Весов, български революционер и поет
- 4 септември – Дариус Мийо, френски композитор
- 5 септември – Иван Алтънов, български юрист
- 16 септември – Вернер Бергенгрюн, немско-балтийски писател († 1964 г.)
- 23 септември – Георги Дамянов, деец на БКП
- 4 октомври – Енгелберт Долфус, австрийски политик
- 6 октомври – Таке Папахаджи, румънски фолклорист
- 9 октомври – Иво Андрич, писател от бивша Югославия
- 9 октомври – Марина Цветаева, руска поетеса
- 14 октомври – Андрей Ерьоменко, съветски маршал
- 18 октомври – Ангел Сладкаров, български оперетен артист
- 25 октомври – Димитър Силяновски, български юрист
- 16 ноември – Тацио Нуволари, Бивш автомобилен пилот
- 27 ноември – Густав-Адолф фон Цанген, немски генерал от пехотата
- 4 декември – Франсиско Франко, Държавен глава на Испания
- 6 декември – Джордж Маунтбатън, втори маркиз на Милфорд Хейвън
- 11 декември – Хариет Адамс, американска писателка
- 21 декември – Франц Грисбах, немски генерал-майор
- 27 декември – Дан Колов, български борец
- 27 декември – Ханс Йордан, немски генерал от пехотата

## Починали
- Иван Богоров, български енциклопедист
- Тонка Обретенова, българска революционерка
- Пьотър Гресер, руски офицер
- 3 януари – Емил дьо Лавеле, белгийски икономист
- 7 януари – Ернст Вилхелм фон Брюке, германски физиолог
- 22 март – Владимир Гете, руско-френски духовник
- 26 март – Уолт Уитман, американски поет
- 28 март – Константин фон Алвенслебен, немски генерал
- 14 април – Христо Караминков, български революционер
- 25 април – Анри Дюверие, френски пътешественик и изследовател
- 15 юли – Светослав Миларов-Сапунов, български писател
- 12 октомври – Ернест Ренан, френски писател и философ
- 30 октомври – Олга Николаевна Вюртембергска, кралица на Вюртемберг
- 9 ноември – Тодор Икономов, български политик
- 15 декември – Никола Михайловски, български общественик и книжовник
- 15 декември – Александър фон Хесен-Дармщат,

Вижте също:
- календара за тази година